# احتلال الدولة الإسلامية للموصل
بدأ احتلال تنظيم الدولة الإسلامية (داعش) للموصل بعد سقوطها في 10 يونيو/حزيران 2014، حين سيطر مقاتلو التنظيم عليها. كانت الموصل مدينةً ذات أهمية استراتيجية للتنظيم، وكانت هدفًا للقوات المعادية له. خلال معارك عامي 2015 و2016-2017، استعادت القوات المسلحة العراقية، بمساعدة قوات البيشمركة وقوات قوة المهام المشتركة - عملية العزم الصلب، الموصل بالكامل بحلول 21 يوليو/تموز 2017.
احتل تنظيم الدولة الإسلامية الموصل احتلالاً وحشياً، أسفر عن مقتل وتعذيب واغتصاب واختفاء العديد من سكان المدينة. وخضعت النساء لحكم شرعي صارم، بينما قُتل أفراد من الأقليات الدينية والعرقية أو طُردوا من المدينة. ووقعت عمليات نهب وتدمير واسعة النطاق للآثار الثقافية والدينية والتاريخية. وشهدت المدينة ومحيطها مقاومة مسلحة ضد الاحتلال، قادتها بشكل رئيسي جماعات كردية وتركمانية وآشورية وشيعية.

## خلفية
في يونيو 2014، سيطر تنظيم الدولة الإسلامية بسرعة على الموصل بعد فرار القوات العراقية المتمركزة هناك. استفاد تنظيم الدولة الإسلامية من نقص القوات والاقتتال الداخلي بين كبار الضباط والقادة السياسيين العراقيين وتسبب في حالة من الذعر أدت إلى التخلي عن الموصل. حُذرت المخابرات الكردية من مصدر موثوق في أوائل عام 2014 من أن تنظيم الدولة الإسلامية سيهاجم الموصل في النهاية، وأبلغ أعضاء سابقون في حزب البعث العراقي الولايات المتحدة والمملكة المتحدة، لكن رئيس وزراء العراق نوري المالكي ووزير الدفاع رفضا عروضًا متكررة للمساعدة من البيشمركة. عندما فر الجيش العراقي وتعرض للمذبحة، حصل تنظيم الدولة الإسلامية على أسلحة وذخائر أمريكية حديثة تكفي ثلاث فرق - بما في ذلك مدافع الهاون M1129 Stryker عيار 120 ملم وما لا يقل عن 700 مركبة همفي مدرعة.

## سكان
بعد سقوط الموصل، فر ما يقدر بنحو نصف مليون شخص سيرًا على الأقدام أو بالسيارة خلال اليومين التاليين. كان العديد من السكان قد وثقوا بمقاتلي الدولة الإسلامية في البداية في المدينة، ووفقًا لعضو في لجنة الدفاع المختارة بالمملكة المتحدة، فإن الموصل "سقطت لأن الناس [ذوي الأغلبية السنية] الذين يعيشون هناك سئموا من طائفية الحكومة العراقية التي يهيمن عليها الشيعة".
وفقًا للصحافة الغربية والموالية للحكومة العراقية، كان سكان الموصل سجناء بحكم الواقع، ممنوعين من مغادرة المدينة إلا إذا تركوا للدولة الإسلامية ضماناتٍ كبيرة من أفراد عائلاتهم وثرواتهم الشخصية وممتلكاتهم. وكان بإمكانهم المغادرة بعد دفع "ضريبة مغادرة" كبيرة ليتمكنوا من مغادرة المدينة لمدة ثلاثة أيام، ومقابل رسوم أعلى، كان بإمكانهم تسليم منازلهم نهائيًا ودفع الرسوم والمغادرة نهائيًا. وإذا لم يعد حاملو تصريح الإقامة لمدة ثلاثة أيام خلال تلك المهلة، فستُصادر ممتلكاتهم وتُقتل عائلاتهم.

### انتهاكات حقوق الإنسان
تعرض العشرات من الناس في الموصل للتعذيب والإعدام دون محاكمة عادلة. لم يُسمح للمدنيين في الموصل بمغادرة المناطق التي يسيطر عليها تنظيم الدولة الإسلامية، وأُعدم المدنيين عندما حاولوا الفرار من الموصل. كان قتل المدنيين والجنود الأعداء وأعضاء تنظيم الدولة الإسلامية المتهمين بارتكاب جرائم أمرًا معتادًا وبلغ ذروته أثناء هجوم الموصل.

### علاج النساء
أُجبرت النساء على الزواج من رجال الدولة الإسلامية. كان على النساء أن يرافقهن ولي أمر ذكر وكان عليهن ارتداء ملابس سوداء بالكامل من الرأس إلى أخمص القدمين، التزامًا بإحدى ضوابط الشريعة الإسلامية الصارمة. وكان يُعاقب على عدم اتباع هذه القواعد بغرامات أو جلد الأقارب الذكور 40 جلدة أو أكثر. كما طُلب من الرجال إطالة لحاهم وشعرهم بالكامل وفقًا لقرارات الدولة الإسلامية.
وزعمت منظمة RINJ غير الحكومية، التي تتخذ من كندا مقراً لها، والتي تدير عيادات طبية في الموصل، أن حالات الاغتصاب في المدينة أثبتت وجود نمط من الإبادة الجماعية، وأعربت عن أملها في أن يؤدي ذلك إلى إدانة الدولة الإسلامية بالإبادة الجماعية في المحكمة الجنائية الدولية.
في أغسطس/آب 2015، أفادت التقارير أن النساء والفتيات الأسيرات كنّ يُبعن لتجار الرقيق الجنسي. سُجنت معظم النساء الأيزيديات من الموصل ومنطقة الموصل الكبرى ( نينوى) وقُتلن أحيانًا لمقاومتهن بيعهن كعبيد جنسي. كما عانت النساء والفتيات التركمانيات العراقيات من مصير مماثل للنساء الأيزيديات.

## اضطهاد الأقليات الدينية والعرقية
كانت الموصل إحدى المناطق التي وقعت فيها الإبادة الجماعية للتركمان العراقيين. كانت الموصل أيضًا موطنًا لما لا يقل عن 70 ألف مسيحي آشوري، وربما لم يتبق منهم أحد في الموصل بعد سيطرة داعش؛ وأُجبر أي شخص متبقٍ على دفع ضريبة للبقاء مسيحيًا وعاش تحت تهديد دائم بالعنف. شهد الآشوريون الأصليون من أصول بلاد ما بين النهرين القديمة، الذين يعود تاريخهم في المنطقة إلى أكثر من 5000 عام، تخريب كنائسهم وأديرتهم وحرقها، وتدمير مواقع تراثهم الآشوري القديمة التي يعود تاريخها إلى العصر الحديدي، واستيلاء الدولة الإسلامية على منازلهم وممتلكاتهم. كما واجهوا إنذارات نهائية إما باعتناق الإسلام أو مغادرة أوطانهم القديمة أو القتل. لم تكن الهجمات ضد المجتمع المسيحي في الموصل جديدة، ومع ذلك، فقد وقعت سلسلة من الهجمات الدموية ضد المسيحيين الذين يعيشون في الموصل في عام 2008 مما أدى إلى تقليص عدد السكان المتدينين في المدينة.
كما أصدر تنظيم الدولة الإسلامية مرسومًا بطرد (تطهير عرقي فعلي) مواطني الموصل المتبقين من المسيحيين الآشوريين والأرمن بعد رفضهم حضور اجتماع لمناقشة وضعهم المستقبلي. ووفقًا لدريد حكمت، الخبير في العلاقات مع الأقليات ومقيم في الموصل، فإن المسيحيين كانوا خائفين من الحضور. شجعت سلطات تنظيم الدولة الإسلامية على تدمير وتخريب القطع الأثرية الثقافية الإبراهيمية بشكل منهجي، مثل الصليب من كاتدرائية القديس أفرام وقبر يونان وتمثال مريم العذراء. دمر مسلحو تنظيم الدولة الإسلامية ونهبوا قبر شيث. أُزيلت القطع الأثرية من القبر إلى مكان غير معروف.
كما أُختطف طلاب من الأقليات المسلمة الشيعية والصوفية.
وفقًا لتقرير للأمم المتحدة، اضطهدت قوات داعش مجموعات عرقية في الموصل ومحيطها. وكان الآشوريون والأكراد والأرمن واليزيديون والتركمان والمندائيون والكاوولية والشبك ضحايا لعمليات قتل واعتداءات وسرقة واختطاف غير مبررة بدوافع دينية، بالإضافة إلى تدمير مواقعهم الثقافية.
- جامع النبي يونس أو يونس (يونس): على أحد أبرز تلّين من أطلال نينوى، كان يرتفع عليه الجامع (كنيسة آشورية سنة 1500م).  ) للنبي يونس "يونان التوراتي". يُعتقد أن يونان ( يونان )، ابن أمتاي، من القرن الثامن قبل الميلاد، مدفون هنا، حيث بنى الملك آشور أسرحدون قصرًا ذات مرة. كان أحد أهم مساجد الموصل، وأحد المساجد التاريخية القليلة في الجانب الشرقي من المدينة. في 24 يوليو 2014، دُمر المبنى بواسطة متفجرات زرعتها قوات داعش.[32] في مارس 2017، بعد طرد داعش، عُثر على شبكة أنفاق تحت المسجد. وعلى الرغم من إزالة جميع العناصر المنقولة، لا تزال هناك نقوش وهياكل ومنحوتات آشورية على طول الجدران.[33]
- مسجد النبي جرجيس: يُعتقد أن المسجد هو مدفن النبي جرجيس (القديس جرجس في المسيحية). بُني المسجد من الرخام مع زخارف نباتية.  النقوش البارزة، وقد جُدد آخر مرة في عام 1393، وذكره المستكشف ابن جبير في القرن الثاني عشر، ويعتقد أنه يضم قبر الحر بن يوسف.
- مشهد يحيى أبو القاسم: بني في القرن الثالث عشر، وكان يقع على الضفة اليمنى لنهر دجلة، وكان معروفًا بقبته المخروطية وطوبه المزخرف والخط المنقوش بالرخام الأزرق الموصلي.
- مكتبة الموصل: تشمل مكتبة المسلمين السنة، ومكتبة الكنيسة اللاتينية ودير الآباء الدومينيكان، اللتين يعود تاريخهما إلى 265 عامًا، ومكتبة متحف الموصل. من بين 112,709 كتب ومخطوطات يُعتقد أنها مفقودة، مجموعة من الصحف العراقية التي يعود تاريخها إلى أوائل القرن العشرين، بالإضافة إلى خرائط وكتب ومجموعات من العصر العثماني؛ بعضها مُسجل في قائمة اليونسكو للتحف النادرة. تعرضت المكتبة للنهب والتدمير بالمتفجرات في 25 فبراير/شباط 2015.
- متحف الموصل وبوابة نرجال: تماثيل وتحف تعود إلى الإمبراطوريتين الآشورية والأكادية، بما في ذلك التحف من مواقع تشمل المدن الآشورية نينوى وآشور وعرفة ودور شروكين وكلحو (نمرود) وموقع الحضر الآشوري الحديث.[34][35] تسارعت خططهم للاستخراج عندما حدد تنظيم الدولة الإسلامية (داعش) تدمير الحدباء[36]
- القنصلية التركية في الموصل: أُحتجز الدبلوماسيين الأتراك والموظفين القنصليين لأكثر من 100 يوم.[37]

## المقاومة المسلحة

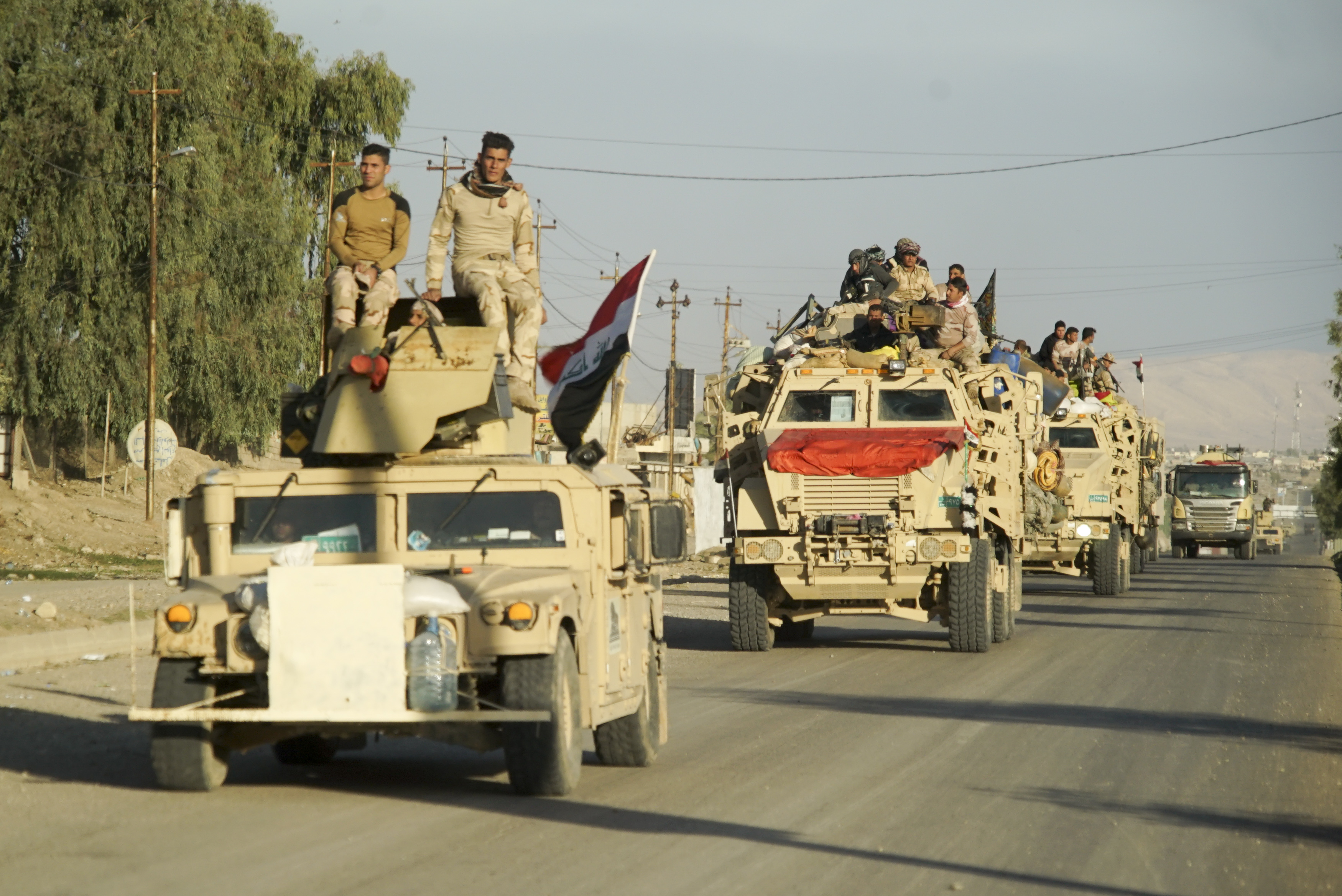
قافلة للجيش العراقي في الموصل، 17 نوفمبر/تشرين الثاني 2016

لواء النبي يونس ( العربية: كتيبة النبي يونس)، سميت على اسم جامع النبي يونس، والمعروفة أيضًا باسم لواء الموصل، وعملت داخل الموصل وخاضت حرب عصابات في المناطق الحضرية. وادعى اللواء أنه قتل أعضاء من تنظيم الدولة الإسلامية بنيران القناصة في عام 2014. وفي الريف المحيط بالموصل، حملت قوات البيشمركة والميليشيات الآشورية والجبهة التركمانية العراقية السلاح أيضًا لمقاومة القمع من قبل تنظيم الدولة الإسلامية، وصدت الهجمات بنجاح ومنعت غزوًا لمدنهم وقراهم. لعبت قوات الحشد الشعبي - وهي جماعة مظلة تتكون في الغالب من العرب الشيعة ولكنها تضم أيضًا مقاتلين من القبائل العربية السنية والميليشيات المسيحية والميليشيات اليزيدية وقوات أخرى غير عسكرية - دورًا كبيرًا في الحرب ضد تنظيم الدولة الإسلامية. وفي إحدى الحوادث البارزة، ورد أن مجموعات داخل المدينة قتلت خمسة من مسلحي تنظيم الدولة الإسلامية ودمرت اثنتين من مركباتهم.